# Copa Totogol 1965
En 1965 se disputó la edición 32 de los torneos de copa de Costa Rica llamada Copa Totogol, organizada por la Federación Costarricense de Fútbol.
El formato en este torneo constó de dos grupos, el Atlántico conformado por Turrialba, Alajuelense, Cartaginés, Orión, Uruguay de Coronado y Limón, el Pacífico con Herediano, Saprissa, La Libertad, Nicolás Marín, Puntarenas y Puriscal. El ganador de cada grupo avanzaría a la gran final en un único partido.
El monarca de copa fue Turrialba F.C. al vencer en la final al Club Sport Herediano. La final fue disputada en el Estadio de Turrialba donde el equipo local obtuvo su primer título de copa en la historia.
El goleador de torneo fue Rigoberto Rojas del Club Sport Cartaginés con 6 goles anotados. El plantel turrialbeño era dirigido por José Rafael "Fello" Meza.
El domingo 7 de marzo de 1965, el Turrialba F.C. en el Estadio Municipal de Turrialba, derrotó a la Liga Deportiva Alajuelense con marcador de 3-1. En los siguientes compromisos, los turrialbeños perdieron 0-1 ante Orión FC, derrotaron 2-1 a Uruguay de Coronado, 4-1 a Limón FC y 3-2 al Club Sport Cartaginés con lo que ganaron el boleto a la final del torneo, al terminar en el primer lugar del Grupo Atlántico. El juego por el campeonato sería ante el ganador del Grupo Pacífico: el Club Sport Herediano.
La final se jugó en Turrialba, el domingo 11 de abril de 1965, a la 1 p. m. Manrique Quesada adelantó al equipo herediano apenas al minuto 3; pero la victoria y el título serían turrialbeños, gracias a los goles de Luis Aguilar al 25' y Gerardo Salazar al 86'. 2-1 fue el resultado final.

## Grupo Atlántico
| Equipo      | Pts | PJ | PG | PE | PP | GF | GC | DG |
| ----------- | --- | -- | -- | -- | -- | -- | -- | -- |
| Turrialba   | 8   | 5  | 4  | 0  | 1  | 12 | 7  | 5  |
| Alajuelense | 7   | 5  | 3  | 1  | 1  | 7  | 3  | 4  |
| Cartaginés  | 7   | 5  | 3  | 1  | 1  | 8  | 5  | 3  |
| Orión       | 4   | 5  | 2  | 0  | 3  | 5  | 7  | -2 |
| Uruguay     | 2   | 5  | 1  | 0  | 4  | 6  | 8  | -2 |
| Limonense   | 2   | 5  | 1  | 0  | 4  | 3  | 11 | -8 |

| 7 de marzo de 1965 | Limonense                | 2:1 (0:1) | Uruguay  | Estadio de Cartago, Cartago |  |
|                    | Wanchope 58' · Dixon 74' |           | Ruiz 10' |                             |  |

| 7 de marzo de 1965 | Cartaginés     | 2:1 (0:0) | Orión         | Estadio de Cartago, Cartago |  |
|                    | Rojas 65', 80' |           | Hernández 70' |                             |  |

| 7 de marzo de 1965 | Turrialba                             | 3:2 (1:0) | Alajuelense                       | Estadio de Turrialba, Turrialba |  |
|                    | Jiménez 3' · Solano 53' · Aguilar 83' |           | Chacón 48' (a.g.) · Gutiérrez 88' |                                 |  |

| 14 de marzo de 1965 | Cartaginés            | 2:0 (1:0) | Limonense | Estadio de Cartago, Cartago |  |
|                     | Troz 32' · Madriz 90' |           |           |                             |  |

| 14 de marzo de 1965 | Turrialba | 0:1 (0:0) | Orión     | Estadio de Turrialba, Turrialba |  |
|                     |           |           | Solís 83' |                                 |  |

| 14 de marzo de 1965 | Uruguay | 0:1 (0:1) | Alajuelense | Estadio Nacional, San José |  |
|                     |         |           | Lara 30'    |                            |  |

| 21 de marzo de 1965 | Cartaginés | 0:0 | Alajuelense | Estadio de Cartago, Cartago |  |

| 21 de marzo de 1965 | Turrialba               | 2:1 (2:1) | Uruguay     | Estadio de Turrialba, Turrialba |  |
|                     | Campos 4' · Salazar 43' |           | Peralta 27' |                                 |  |

| 21 de marzo de 1965 | Orión                  | 2:0 (0:0) | Limonense | Estadio Nacional, San José |  |
|                     | Lizano 60' · Solís 69' |           |           |                            |  |

| 28 de marzo de 1965 | Cartaginés   | 2:1 (?:?) | Uruguay       | Estadio de Cartago, Cartago |  |
|                     | Rojas ?', ?' |           | Sobalvarro ?' |                             |  |

| 28 de marzo de 1965 | Turrialba                                  | 4:1 (1:1) | Limonense    | Estadio de Turrialba, Turrialba |  |
|                     | Calvo 26', 88' · Aguilar 55' · Salazar 70' |           | Wanchope 24' |                                 |  |

| 28 de marzo de 1965 | Orión | 0:2 (0:0) | Alajuelense   | Estadio Nacional, San José |  |
|                     |       |           | Ruiz 70', 81' |                            |  |

| 4 de abril de 1965 | Orión        | 1:3 (1:1) | Uruguay                           | Estadio de Heredia, Heredia |  |
|                    | Hernández 6' |           | Valenciano 10', 51' · Peralta 86' |                             |  |

| 4 de abril de 1965 | Cartaginés     | 2:3 (1:1) | Turrialba                             | Estadio de Cartago, Cartago |  |
|                    | Rojas 11', 49' |           | Salazar 6' · Salmerón 81' · Calvo 87' |                             |  |

| 4 de abril de 1965 | Limonense | 0:2 (0:0) | Alajuelense   | Estadio de Cartago, Cartago |  |
|                    |           |           | Lara 55', 81' |                             |  |

## Grupo Pacífico
| Equipo        | Pts | PJ | PG | PE | PP | GF | GC | DG  |
| ------------- | --- | -- | -- | -- | -- | -- | -- | --- |
| Herediano     | 8   | 5  | 3  | 2  | 0  | 5  | 1  | 4   |
| Saprissa      | 8   | 5  | 3  | 2  | 0  | 10 | 3  | 7   |
| La Libertad   | 6   | 5  | 3  | 0  | 2  | 8  | 4  | 4   |
| Nicolás Marín | 6   | 5  | 3  | 0  | 2  | 7  | 3  | 4   |
| Puntarenas    | 2   | 5  | 1  | 0  | 4  | 5  | 12 | -7  |
| Puriscal      | 0   | 5  | 0  | 0  | 5  | 5  | 16 | -11 |

| 7 de marzo de 1965 | Herediano   | 1:0 (0:0) | Puriscal | Estadio de Heredia, Heredia |  |
|                    | Quesada 72' |           |          |                             |  |

| 7 de marzo de 1965 | Puntarenas  | 1:3 (1:1) | La Libertad                    | Estadio de Puntarenas, Puntarenas |  |
|                    | Bolaños 30' |           | Barquero 41', 85' · Vargas 60' |                                   |  |

| 7 de marzo de 1965 | Saprissa             | 1:1 (0:1) | Nicolás Marín | Estadio Nacional, San José |  |
|                    | Chavarría 80' (pen.) |           | Martínez 40'  |                            |  |

| 14 de marzo de 1965 | Herediano  | 1:0 (0:0) | La Libertad | Estadio de Heredia, Heredia |  |
|                     | Orozco 61' |           |             |                             |  |

| 14 de marzo de 1965 | Puntarenas         | 1:2 (0:1) | Nicolás Marín                      | Estadio de Puntarenas, Puntarenas |  |
|                     | Tercero 57' (pen.) |           | Martínez 15' (pen.) · Chaverri 63' |                                   |  |

| 14 de marzo de 1965 | Saprissa                                    | 4:1 (3:0) | Puriscal | Estadio Nacional, San José |  |
|                     | Cortés 3', 34' · Tercero 5' · Chavarría 50' |           | Mena 52' |                            |  |

| 21 de marzo de 1965 | Herediano  | 1:1 (1:1) | Saprissa     | Estadio de Heredia, Heredia |  |
|                     | Orozco 32' |           | Chavarría 2' |                             |  |

| 21 de marzo de 1965 | Puntarenas                             | 3:2 (3:1) | Puriscal                    | Estadio de Puntarenas, Puntarenas |  |
|                     | Solano 4' · Martínez 15' · Mendoza 25' |           | Guerrero 22' · Calderón 52' |                                   |  |

| 21 de marzo de 1965 | Nicolás Marín | 0:1 (0:0) | La Libertad | Estadio Nacional, San José |  |
|                     |               |           | Chávez 62'  |                            |  |

| 28 de marzo de 1965 | Herediano | 0:0 | Nicolás Marín | Estadio de Heredia, Heredia |  |

| 28 de marzo de 1965 | La Libertad                                  | 4:1 (2:1) | Puriscal     | Estadio de Turrialba, Turrialba |  |
|                     | Sánchez 27', 79' · Barquero 30' · Vargas 64' |           | Guerrero 44' |                                 |  |

| 28 de marzo de 1965 | Saprissa                                | 3:0 (1:0) | Puntarenas | Estadio Nacional, San José |  |
|                     | Cortés 31' · Zúñiga 57' · Chavarría 83' |           |            |                            |  |

| 4 de abril de 1965 | Herediano                | 2:0 (?:?) | Puntarenas | Estadio de Heredia, Heredia |  |
|                    | Rodríguez ?' · Orozco ?' |           |            |                             |  |

| 4 de abril de 1965 | Nicolás Marín                                 | 4:1 (0:1) | Puriscal  | Estadio Nacional, San José |  |
|                    | Rodríguez 51', 68' · Calvo 53' · Martínez 56' |           | Carpio 8' |                            |  |

| 4 de abril de 1965 | Saprissa      | 1:0 (0:0) | La Libertad | Estadio Nacional, San José |  |
|                    | Chavarría 74' |           |             |                            |  |

## Final
| 11 de abril de 1965 | Turrialba                 | 2:1 (1:1) | Herediano  | Estadio de Turrialba, Turrialba |  |
|                     | Aguilar 25' · Salazar 86' |           | Quesada 3' |                                 |  |

|                       |
| Turrialba 1.er título |

| Predecesor: Copa Presidente 1963 | Torneo de Copa de Costa Rica 1965 | Sucesor: Copa Costa Rica 1967 |